# Номерні знаки Боснії і Герцеговини

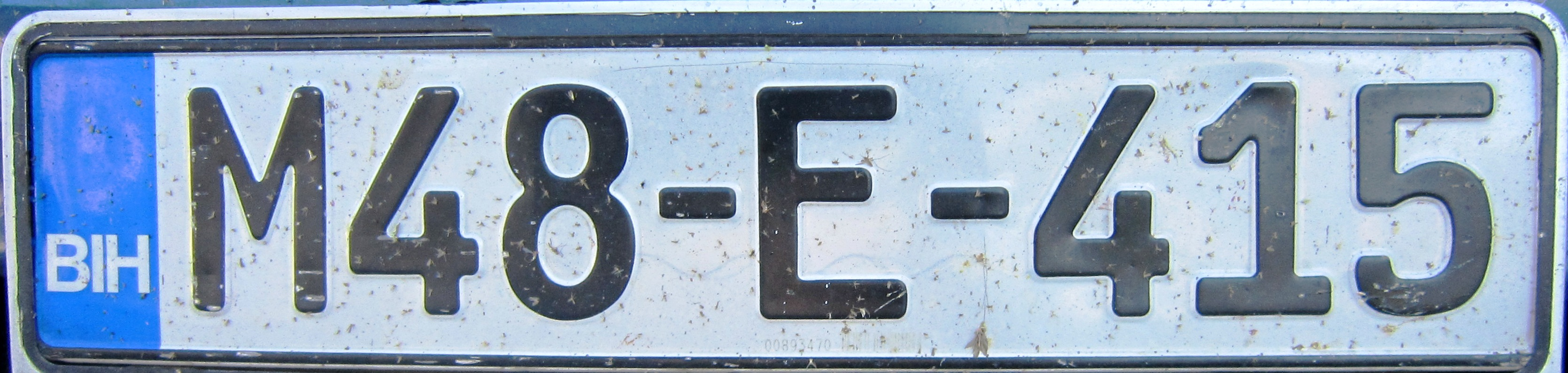
Номерний знак нового зразка.

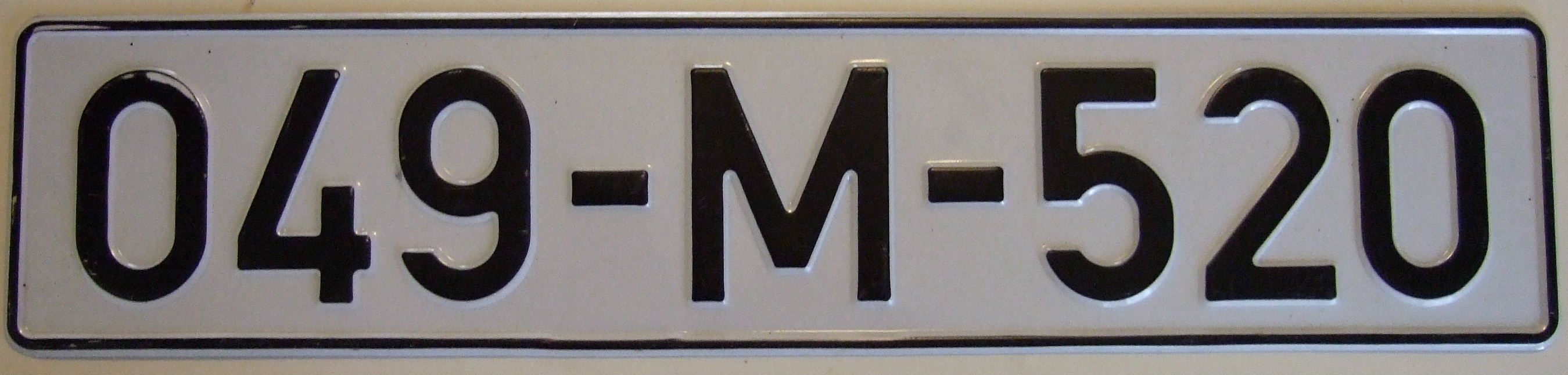
Знак, виданий до 28 вересня 2009 року.

Номерний знак таксі.

Автомобільні номерні знаки Боснії і Герцеговини використовуються для реєстрації транспортних засобів у Боснії і Герцеговини. Вони використовуються для перевірки законності використання, наявності страхування та ідентифікації транспортних засобів.
Новий формат номерних знаків введений у 1998 році. Знак містить сім символів: п'ять цифр і дві літери, розташовані в такому порядку: «X00-X-000» (таксі: «TA-000000»). Поєднання символів не пов'язане з географічним розташуванням. Використовуються лише літери, які є спільними для латиниці та кирилиці (A, E, O, J, K, M, T).
Зліва пластини розміщена синя смуга, уподібнена до смуги ЄС. Символи чорні на білому тлі.

## Спеціальні

Тимчасовий.

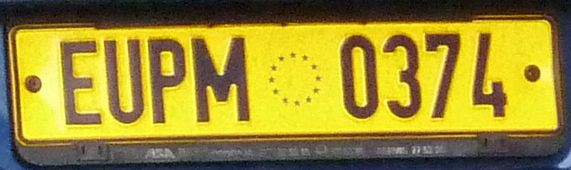
Номерний знак «EUPM» (Поліцейської місії ЄС).

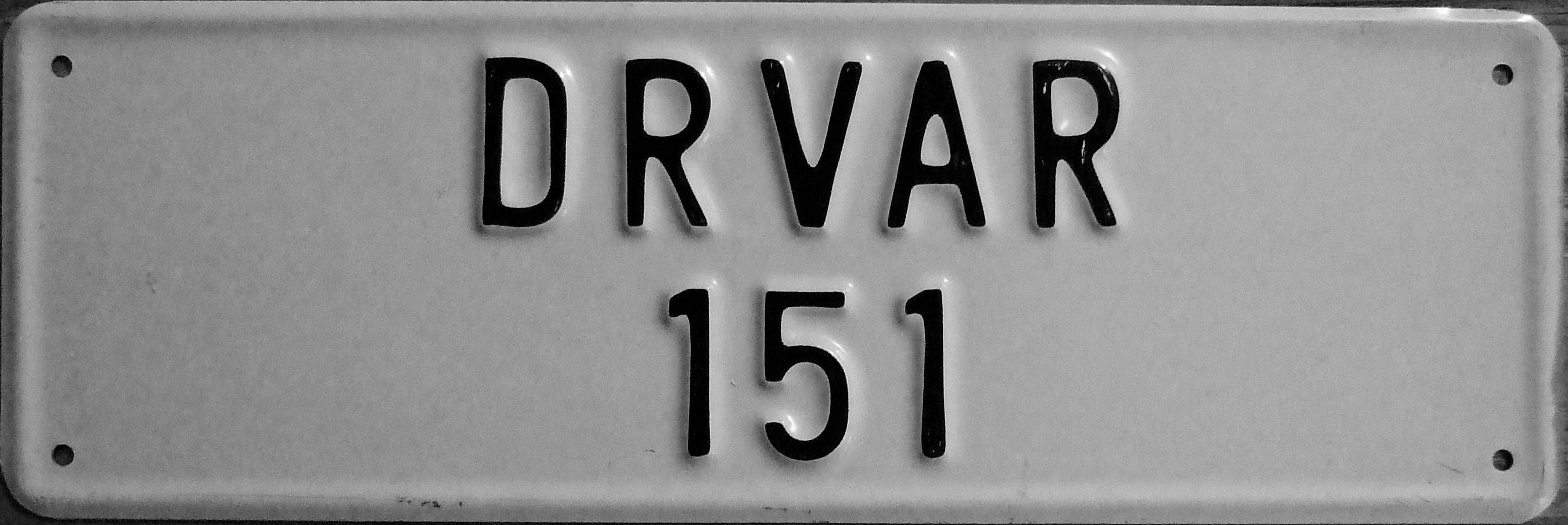
Знак машин дорожніх служб.

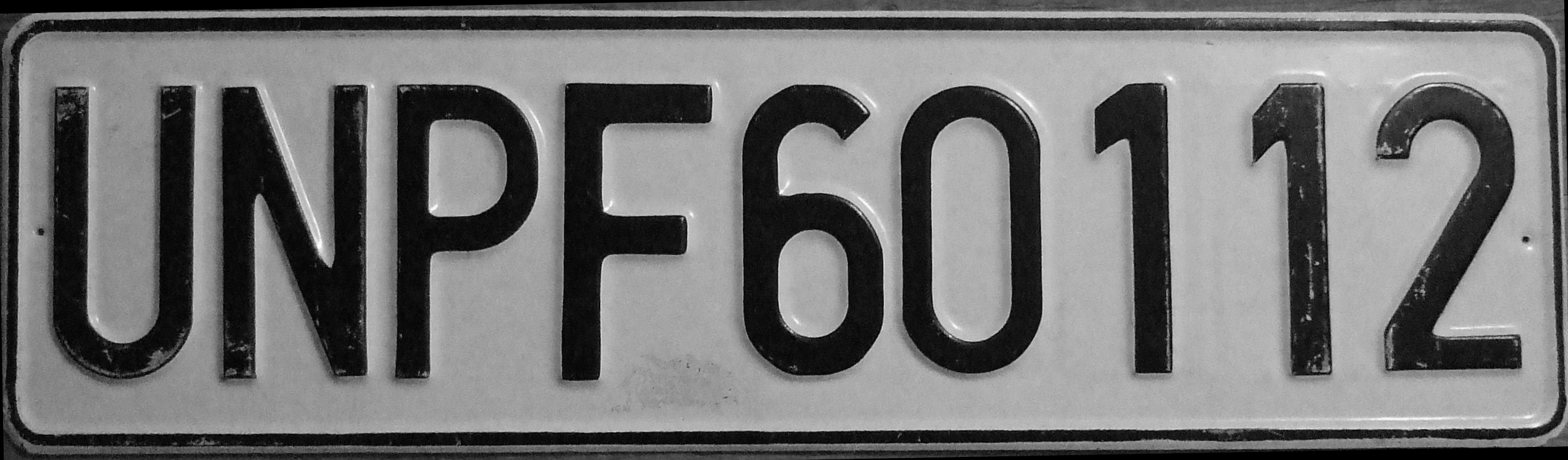
Знак «UNPF».

- Машини дорожніх служб — регіональний код вгорі, нижче цифри. Біле тло із синіми символами.
- Тимчасові — префікс «TT» (Testne Tablice), за яким слідують шість цифр. Літери червоного кольору (наприклад, TT-000000 ).
- Військові— форматом «XX-nnnnLL» на синьому тлі. Містить п'ять цифр та одну літеру (наприклад, 00000-X).
- Дипломатичні — блакитний фон і жовтий шрифт. Використовуються літери А, С, М і Е (наприклад, 00-А-000).
- Поілцейської місії ЄС — жовте тло і префікс «EUPM», за яким слідують цифри.
- Експортні — блакитні символи на білому тлі пластин зі стандартним форматом.
- Іноземні — біле тло, сині символи.
- Сил захисту ООН — префікс «UNHCR» та цифри синього кольору.
- Сільськогосподарські — регіональний код вгорі та потім цифри. Зелені символи на білому тлі.
- UNSF — префікс «SFOR» на чорному тлі.
- НАТО — префікс «NATO» на світло-зеленому тлі.
- Причепи ООН — стиль «UN 1234T».

## Регіональні коди

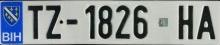
Номерний знак 1994–1998 років із кодом Тузли.

| Код | Регіон  | Код | Регіон  |
| --- | ------- | --- | ------- |
| SA  | Сараєво | BI  | Бихач   |
| PD  | Прієдор | DO  | Добой   |
| TZ  | Тузла   | VI  | Високо  |
| MO  | Мостар  | JC  | Яйце    |
| BR  | Брчко   | BU  | Бугойно |
| TR  | Травник | ZV  | Зворник |
| ZE  | Зениця  | MD  | Модрича |
| KO  | Коніц   | GO  | Горажде |

## Республіка Сербська

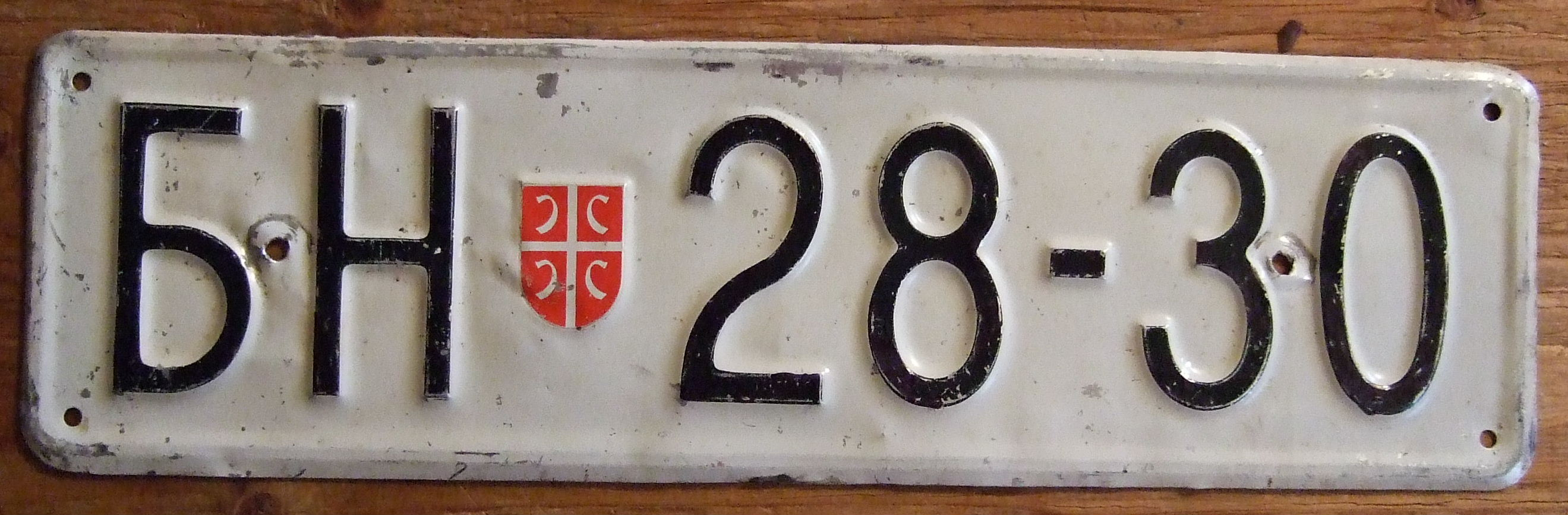
Знак Бієліни.

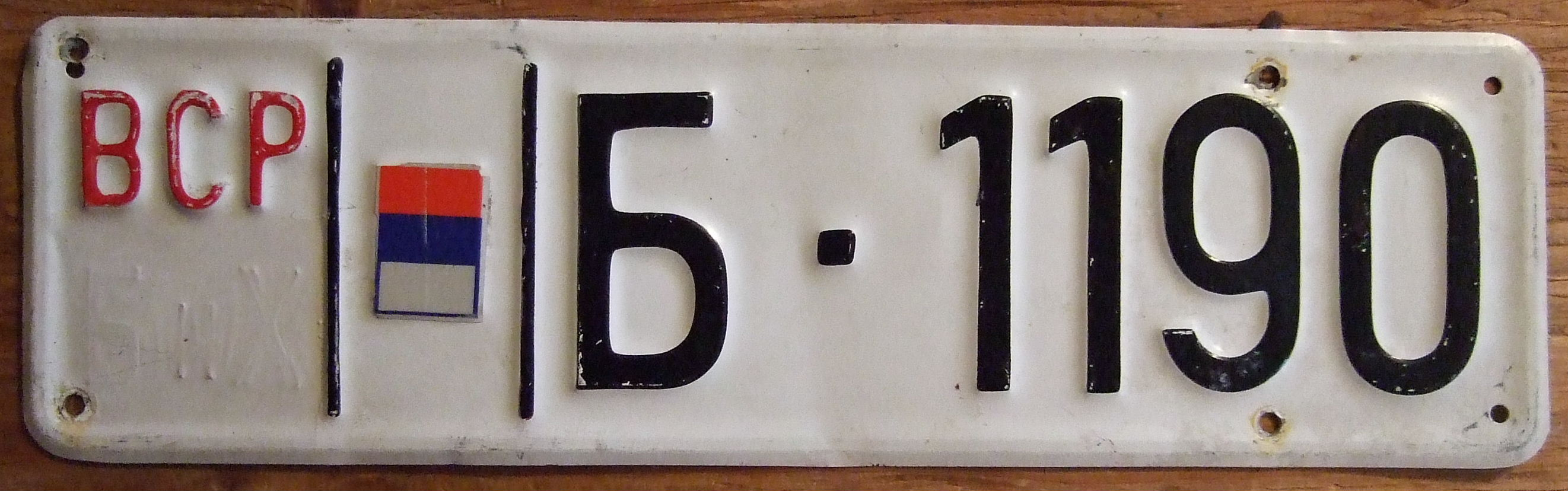
Військовий знак.

На території Республіки Сербської використовувалися номерні знаки, подібні до тих, що були до воєнного конфлікту, однакю, замість червоної зірки був використаний сербський чотирикутний герб. Текст на табличках, як правило, написаний кирилицею, але використовуються також номерні знаки з латинськими версіями кодів.
| Код | Регіон                                     | Код | Регіон                                   |
| --- | ------------------------------------------ | --- | ---------------------------------------- |
| СС  | Сараєво (Srpsko Sarajevo, Српско Сарајево) | СЊ  | Фоча (перейменовано на Srbinje (Србиње)) |
| ПД  | Прієдор (Приједор)                         | ДО  | Добой (Добој)                            |
| БЛ  | Баня-Лука (Бања Лука)                      | ЗВ  | Зворник (Зворник)                        |
| БЧ  | Брчко (Брчко)                              | МД  | Модрича (Модрича)                        |
| ТБ  | Требинє (Требиње)                          | БН  | Бієліна (Бијељина)                       |
| МГ  | Мрконіч-Град (Мркоњић Град)                | ВГ  | Вишеград (Вишеград)                      |
| ДВ  | Дрвар (Дрвар)                              | НЊ  | Невесинє (Невесиње)                      |

## Префікси дипломатичних, консульських установ та іноземних представництв на номерних знаках

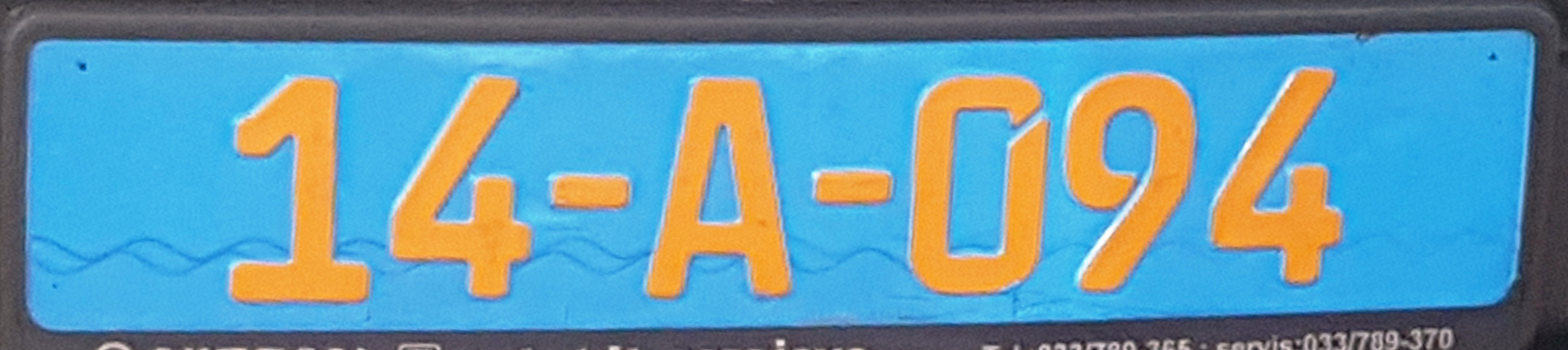
Дипломатичний номер.

| Код | Країна/організація                                                                     |
| --- | -------------------------------------------------------------------------------------- |
| 10  | Франція                                                                                |
| 11  | США                                                                                    |
| 12  | Іран                                                                                   |
| 13  | Хорватія                                                                               |
| 14  | Туреччина                                                                              |
| 15  | Німеччина                                                                              |
| 16  | Австрія                                                                                |
| 17  | Саудівська Аравія                                                                      |
| 18  | Італія                                                                                 |
| 19  | Кувейт                                                                                 |
| 20  | Велика Британія                                                                        |
| 23  | Нідерланди                                                                             |
| 24  | Лівія                                                                                  |
| 25  | Швейцарія                                                                              |
| 26  | Єгипет                                                                                 |
| 27  | Ірландія                                                                               |
| 28  | Словенія                                                                               |
| 29  | ОБСЄ                                                                                   |
| 30  | Канада                                                                                 |
| 32  | Швеція                                                                                 |
| 33  | Росія                                                                                  |
| 34  | Чехія                                                                                  |
| 35  | ООН                                                                                    |
| 36  | Пакистан                                                                               |
| 37  | OHR                                                                                    |
| 38  | Європейська комісія з прав людини                                                      |
| 39  | Норвегія                                                                               |
| 40  | Болгарія                                                                               |
| 41  | Світовий банк                                                                          |
| 42  | Португалія                                                                             |
| 43  | Малайзія                                                                               |
| 44  | УВКБ ООН                                                                               |
| 46  | МВФ                                                                                    |
| 47  | Офіс митного та фіскального помічника                                                  |
| 48  | Данія                                                                                  |
| 49  | Європейський центральний банк                                                          |
| 50  | Європейська Комісія в Боснії та Герцеговині                                            |
| 51  | ПРООН                                                                                  |
| 52  | Міжнародна організація з міграції                                                      |
| 53  | Бельгія                                                                                |
| 54  | Центральний банк                                                                       |
| 55  | Комісія з питань власності переміщених осіб та біженців                                |
| 56  | Японія                                                                                 |
| 57  | ЮНЕСКО                                                                                 |
| 58  | Північна Македонія                                                                     |
| 59  | Угорщина                                                                               |
| 60  | ЮНІСЕФ                                                                                 |
| 61  | Іспанія                                                                                |
| 62  | Палестина                                                                              |
| 63  | Греція                                                                                 |
| 64  | Моніторингова місія Європейського Союзу                                                |
| 65  | Міжнародна валютна група                                                               |
| 68  | ВООЗ                                                                                   |
| 69  | Румунія                                                                                |
| 70  | Міжнародний центр розвитку міграційної політики                                        |
| 71  | Міжнародна комісія із заручників                                                       |
| 72  | Мальтійський орден                                                                     |
| 73  | Міжнародна комісія Червоного Хреста                                                    |
| 74  | Польща                                                                                 |
| 75  | Рада Європи                                                                            |
| 76  | Міжнародний трастовий фонд                                                             |
| 77  | Червоний Хрест                                                                         |
| 78  | Міжнародна фінансова корпорація                                                        |
| 79  | Ватикан                                                                                |
| 80  | Сербія                                                                                 |
| 81  | Управління Верховного комісара ООН з прав людини                                       |
| 82  | Гвінея-Бісау                                                                           |
| 83  | Фонд повернення біженців                                                               |
| 84  | Поліцейська місія Європейського Союзу (A), Моніторингова місія Європейського Союзу (M) |
| 85  | Регіональний екологічний центр                                                         |
| 86  | Антикорупційна ініціатива Пакту стабільності                                           |
| 87  | Словаччина                                                                             |
| 88  | Зарезервовано                                                                          |
| 89  | Вища судова та прокурорська рада                                                       |
| 90  | Офіс Спеціального представника ЄС                                                      |
| 91  | Японське агентство міжнародного співробітництва                                        |
| 92  | Чорногорія                                                                             |
| 93  | Австралія                                                                              |
| 94  | Катар                                                                                  |
| 95  | Україна                                                                                |
| 96  | Регіональна координаційна рада                                                         |
| 97  | Центр підготовки операцій з підтримки миру                                             |
| 100 | Малайзія                                                                               |
| 102 | Азербайджан                                                                            |
| 103 | Бразилія                                                                               |
| 119 | Алжир                                                                                  |